# ARD-alpha
ARD-alpha – niemiecka stacja telewizyjna należąca do Bayerischer Rundfunk (BR), bawarskiego publicznego nadawcy radiowo-telewizyjnego. 
Została uruchomiona w 1998 roku pod nazwą BR-alpha, zaś jej ramówka ma charakter edukacyjno-dokumentalny, ze szczególnym naciskiem na takie dziedziny jak religia, muzyka, literatura, filozofia, kultura i sztuka. Oprócz produkcji własnych BR kanał pokazuje audycje innych członków ARD, korzysta także z biblioteki programowej austriackiego nadawcy publicznego Österreichischer Rundfunk. 28 czerwca 2014 kanał zmienił nazwę na ARD-alpha, co miało podkreślać większy niż dotąd udział pozostałych niemieckich publicznych nadawców regionalnych w jego tworzeniu. Od strony organizacyjnej nadal pozostaje on jednak w strukturach BR.  
Stacja dostępna jest w Bawarii i na sąsiednich obszarach w cyfrowym przekazie naziemnym oraz w sieciach kablowych. Można ją również oglądać w niekodowanym przekazie z satelity Astra 1M.